# 波希特帶
波希特帶（英語：Borscht Belt），又稱猶太阿爾卑斯（Jewish Alps），是指美國紐約上州的一個夏季度假區地帶，位於卡茲奇山沿線，包括蘇利文郡、奧蘭治郡和阿爾斯特郡的一部分。波希特帶一詞取自於東歐飲食羅宋湯，曾是一種用來指代東歐猶太人的委婉說法。在1920年代至1970年代，這一地區曾是紐約猶太人喜愛的度假地。但到1980年代之後，隨著航空旅行的發展，這一地區的吸引力已不如既往。許多猶太喜劇人和音樂人的演藝生涯開始於此。

## 外部連結
- YouTube上的The Forgotten Borscht Belt and The Summer Resorts of the Catskills. Drone Video footage of The Pines and Grossinger's.
- The Catskills Institute （页面存档备份，存于）